# 小浦西公寓
小浦西公寓是上海市的一座歷史建築，位於塘沽路387-401號，修建於1931年。該建築的外觀屬於折衷主義風格。小浦西公寓和浦西公寓有姐妹樓之稱，但和方形的浦西公寓不同，小浦西公寓外觀呈圓弧形。小浦西公寓被列入上海市第四批優秀歷史建築名單。